# Premierzy Mjanmy

## PremierzyBirmy/Mjanmy(1946-2011)
| Osoba | Osoba                       | Osoba            | Kadencja             | Kadencja                                   | Partia polityczna                          |
| #     | Imię i nazwisko             | Portret          | Od                   | Do                                         | Partia polityczna                          |
| ----- | --------------------------- | ---------------- | -------------------- | ------------------------------------------ | ------------------------------------------ |
| 1     | Aung San (1915–1947)        |                  | 1946                 | 19 lipca 1947                              | -                                          |
| 2     | U Nu (1907–1995)            |                  | 4 stycznia 1948      | 12 czerwca 1956                            | Antyfaszystowska Ludowa Liga Wolności      |
| 3     | Ba Swe (1915–1987)          |                  | 12 czerwca 1956      | 1 marca 1957                               | Antyfaszystowska Ludowa Liga Wolności      |
| (2)   | U Nu (1907–1995)            |                  | 1 marca 1957         | 29 października 1958                       | Antyfaszystowska Ludowa Liga Wolności      |
| 4     | Ne Win (1911–2002)          |                  | 29 października 1958 | 4 kwietnia 1960                            | Wojskowy                                   |
| (2)   | U Nu (1907–1995)            |                  | 4 kwietnia 1960      | 2 marca 1962                               | Antyfaszystowska Ludowa Liga Wolności      |
| (4)   | Ne Win (1911–2002)          |                  | 2 marca 1962         | 4 lipca 1962                               | Wojskowy                                   |
| (4)   | Ne Win (1911–2002)          | 4 lipca 1962     | 4 marca 1974         | Birmańska Partia Programu Socjalistycznego |                                            |
| 5     | Sein Lwin (1919–1993)       |                  | 4 marca 1974         | 29 marca 1977                              | Birmańska Partia Programu Socjalistycznego |
| 6     | Maung Maung Kha (1920–1995) |                  | 29 marca 1977        | 26 lipca 1988                              | Birmańska Partia Programu Socjalistycznego |
| 7     | Tun Tin (1920–2020)         |                  | 26 lipca 1988        | 18 września 1988                           | Birmańska Partia Programu Socjalistycznego |
| 8     | Saw Maung (1928–1997)       |                  | 21 września 1988     | 23 kwietnia 1992                           | Wojskowy                                   |
| 9     | Than Shwe (1933–)           |                  | 23 kwietnia 1992     | 25 sierpnia 2003                           | Wojskowy                                   |
| 10    | Khin Nyunt (1939–)          |                  | 25 sierpnia 2003     | 18 października 2004                       | Wojskowy                                   |
| 12    | Soe Win (1947–2007)         |                  | 19 października 2004 | 12 października 2007                       | Wojskowy                                   |
| 13    | Thein Sein (1945–)          |                  | 12 października 2007 | 29 kwietnia 2010                           | Wojskowy                                   |
| (13)  | Thein Sein (1945–)          | 29 kwietnia 2010 | 2 czerwca 2010       | bezpartyjny                                |                                            |
| (13)  | Thein Sein (1945–)          | 2 czerwca 2010   | 30 marca 2011        | Związek Solidarności i Rozwoju             |                                            |

## Szefowie RząduMjanmy(2016–2021)
| Osoba  | Osoba                    | Osoba   | Kadencja        | Kadencja      | Partia polityczna                 |
| #      | Imię i nazwisko          | Portret | Od              | Do            | Partia polityczna                 |
| ------ | ------------------------ | ------- | --------------- | ------------- | --------------------------------- |
| 1 (14) | Aung San Suu Kyi (1945-) |         | 6 kwietnia 2016 | 1 lutego 2021 | Narodowa Liga na rzecz Demokracji |

## PremierzyMjanmy(od 2021)
| Osoba  | Osoba                   | Osoba   | Kadencja        | Kadencja      | Partia polityczna |
| #      | Imię i nazwisko         | Portret | Od              | Do            | Partia polityczna |
| ------ | ----------------------- | ------- | --------------- | ------------- | ----------------- |
| 1 (15) | Min Aung Hlaing (1956–) |         | 1 sierpnia 2021 | 31 lipca 2025 | Wojskowy          |
| 2 (16) | Nyo Saw (?–)            |         | 31 lipca 2025   | nadal         | bezpartyjny       |